# Canton de Solesmes
Le canton de Solesmes est une ancienne division administrative française, située dans le département du Nord et la région Nord-Pas-de-Calais.
À la suite du redécoupage cantonal de 2014, le canton est supprimé.

## Composition

### Composition avant la réforme territoriale de 2014
Le canton de Solesmes est un canton composé de communes entières. Avant la réforme territoriale de 2014, sa composition était la suivante :
| Nom                       | Code Insee | Intercommunalité          | Superficie (km2) | Population (dernière pop. légale) | Densité (hab./km2) |
| ------------------------- | ---------- | ------------------------- | ---------------- | --------------------------------- | ------------------ |
| Beaurain                  | 59060      | CC du Pays solesmois      | 1,01             | 225 (2014)                        | 223                |
| Bermerain                 | 59069      | CC du Pays solesmois      | 6,66             | 701 (2014)                        | 105                |
| Briastre                  | 59108      | CA du Caudrésis - Catésis | 6,92             | 753 (2014)                        | 109                |
| Capelle                   | 59127      | CC du Pays solesmois      | 5,07             | 161 (2014)                        | 32                 |
| Escarmain                 | 59204      | CC du Pays solesmois      | 6,40             | 449 (2014)                        | 70                 |
| Haussy                    | 59289      | CC du Pays solesmois      | 16,22            | 1 552 (2014)                      | 96                 |
| Montrécourt               | 59415      | CC du Pays solesmois      | 3,56             | 235 (2014)                        | 66                 |
| Romeries                  | 59506      | CC du Pays solesmois      | 6,01             | 431 (2014)                        | 72                 |
| Saint-Martin-sur-Écaillon | 59537      | CC du Pays solesmois      | 5,30             | 520 (2014)                        | 98                 |
| Saint-Python              | 59541      | CC du Pays solesmois      | 7,43             | 979 (2014)                        | 132                |
| Saint-Vaast-en-Cambrésis  | 59547      | CA du Caudrésis - Catésis | 4,42             | 892 (2014)                        | 202                |
| Saulzoir                  | 59558      | CC du Pays solesmois      | 10,10            | 1 775 (2014)                      | 176                |
| Solesmes                  | 59571      | CC du Pays solesmois      | 23,25            | 4 450 (2014)                      | 191                |
| Sommaing                  | 59575      | CC du Pays solesmois      | 3,60             | 413 (2014)                        | 115                |
| Vendegies-sur-Écaillon    | 59608      | CC du Pays solesmois      | 6,57             | 1 098 (2014)                      | 167                |
| Vertain                   | 59612      | CC du Pays solesmois      | 5,78             | 530 (2014)                        | 92                 |
| Viesly                    | 59614      | CC du Pays solesmois      | 10,67            | 1 489 (2014)                      | 140                |

## Histoire

### conseillers généraux de 1833 à 2015
De 1833 à 1848, les cantons de Solesmes et de Carnières avaient le même conseiller général. Le nombre de conseillers généraux était limité à 30 par département.
| Période                | Identité                                     | Parti       | Qualité                                                                                        |
| ---------------------- | -------------------------------------------- | ----------- | ---------------------------------------------------------------------------------------------- |
| 1833-1837 (décès)      | Philippe Marie Alexis Joseph Desmoutier père |             | Cultivateur, propriétaire, maire de Viesly                                                     |
| 1837-1844              | Jean Baptiste Lobry-Deloge                   |             | Maire de Solesmes, conseiller d'arrondissement                                                 |
| 1844-1848              | Ernest Desmoutiers (1804-1870)               |             | Propriétaire, cultivateur à Crèvecœur-sur-l'Escaut                                             |
| 1848-1852              | Armand Célestin Rappe-Lobry (1797-1861)      |             | Cultivateur à Solesmes                                                                         |
| 1852-1871 (décès)      | René Macarez (1810-1871)                     | Républicain | Cultivateur et fabricant de sucre Maire de Capelle                                             |
| 1871-1887 (décès)      | Émile Macarez                                | Républicain | Négociant à Solesmes                                                                           |
| 1887-1922 (décès)      | Narcisse Petit                               | Républicain | Cultivateur et brasseur à Solesmes                                                             |
| 1922-1923 (annulation) | André Marty                                  | PC-SFIC     | Ingénieur-mécanicien de la Marine Nationale "Mutin de la Mer Noire"                            |
| 1923-1923 (annulation) | André Marty                                  | PC-SFIC     | Ingénieur-mécanicien de la Marine Nationale "Mutin de la Mer Noire"                            |
| 1924-1940              | Irénée Carlier                               | SFIO        | Commerçant - Maire de Vertain (1919-1935)                                                      |
|                        |                                              |             |                                                                                                |
| 1943-1945              | Gustave Labbez (1874-1945)                   |             | Meunier Maire de Solesmes Nommé conseiller départemental en 1943                               |
|                        |                                              |             |                                                                                                |
| 1945-1971 (décès)      | Narcisse Pavot                               | SFIO        | Instituteur Député (1958-1967) Maire de Viesly (1947-1971), ancien conseiller d'arrondissement |
| 6 juin 1971-2004       | Pierre Carlier (1929-2006)                   | PS          | Conseiller pédagogique Maire de Vertain                                                        |
| 2004-2015              | Georges Flamengt                             | PS          | Retraité Maire de Saint-Python                                                                 |

### Conseillers d'arrondissement (de 1833 à 1940)
| Période        | Période          | Identité                   | Étiquette          | Qualité |
| -------------- | ---------------- | -------------------------- | ------------------ | --- |
| 1833           | 1837             | Jean-Baptiste Lobry-Deloge |                    | Marchand à Solesmes                                                                                         |
| 1837           | 1842             | M. Canonne                 |                    | Fabricant à Saulzoir                                                                                        |
| 1842           | 1848             | M. Vallez                  |                    | Propriétaire à Briastre                                                                                     |
|                |                  |                            |                    | |
| 1880           |                  | M. Vallez                  |                    | Propriétaire à Briastre                                                                                     |
|                |                  |                            |                    | |
| 1898           | 1922             | Gustave Cardon             | Républicain        | Maire de Saint-Python                                                                                       |
| 1922           | 1934             | Henri Lengrand             | Union républicaine | Maire de Briastre                                                                                           |
| 1934           | 1936 (démission) | Louis Potiez               | SFIO               | Typographe puis commerçant, adjoint au maire de Caudry (1932-1936)                                          |
| 6 juillet 1936 | 1940             | Narcisse Pavot             | SFIO               | Instituteur, Viesly Ancien conseiller municipal de Villers-Outréaux (1925-1929)                             |
| 1940           |                  |                            |                    | Les conseils d'arrondissement ont été suspendus par la loi du 12 octobre 1940 et n'ont jamais été réactivés |

## Démographie
| 1962   | 1968   | 1975   | 1982   | 1990   | 1999   | 2006   | 2011   | 2012   |
| ------ | ------ | ------ | ------ | ------ | ------ | ------ | ------ | ------ |
| 20 117 | 20 048 | 18 998 | 17 857 | 16 836 | 16 216 | 16 229 | 16 539 | 16 548 |

### Pyramide des âges
Comparaison des pyramides des âges du Canton de Solesmes et du département du Nord en 2006
| Hommes | Classe d’âge   | Femmes |
| ------ | -------------- | ------ |
| 0,2    | 90 ans et plus | 0,8    |
| 5,9    | 75 à 89 ans    | 10,1   |
| 12,4   | 60 à 74 ans    | 15,2   |
| 22,1   | 45 à 59 ans    | 20,8   |
| 21,3   | 30 à 44 ans    | 19,4   |
| 18,2   | 15 à 29 ans    | 16,7   |
| 20     | 0 à 14 ans     | 17,1   |

| Hommes | Classe d’âge   | Femmes |
| ------ | -------------- | ------ |
| 0,2    | 90 ans et plus | 0,8    |
| 4,3    | 75 à 89 ans    | 7,9    |
| 10,3   | 60 à 74 ans    | 11,9   |
| 19,7   | 45 à 59 ans    | 19,4   |
| 21,1   | 30 à 44 ans    | 20,1   |
| 22,6   | 15 à 29 ans    | 21     |
| 21,6   | 0 à 14 ans     | 19     |